# Directoire (Helvetische Republiek)

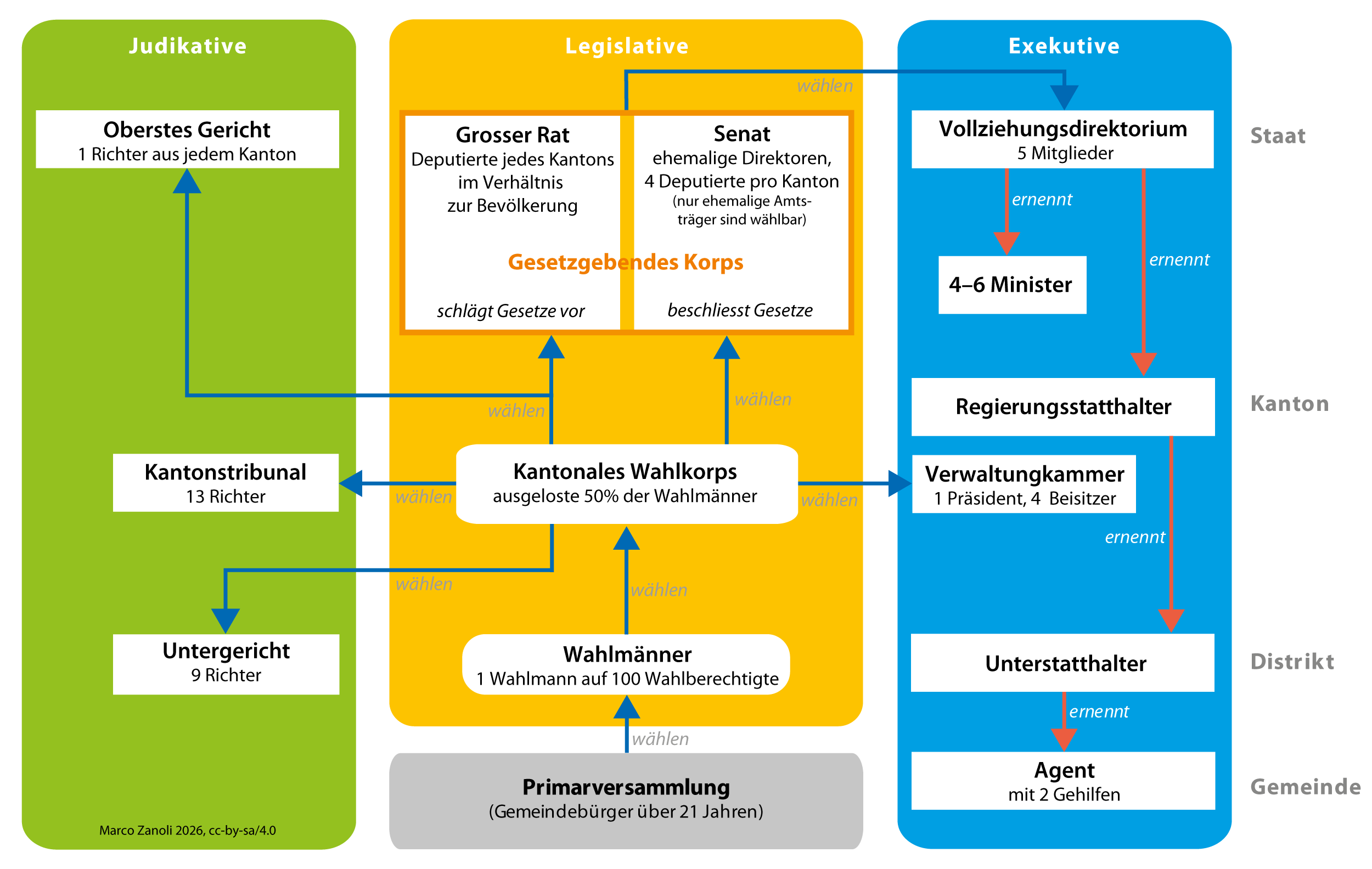
organigram van de staatsmachten in de Helvetische Republiek (in het Duits).

Het Directoire van de Helvetische Republiek was het orgaan van de uitvoerende macht van de Helvetische Republiek tussen 1798 en 1802.

## Rol en bevoegdheden
Het Directoire werd ingevoerd door de grondwet van de Helvetische Republiek die op 28 maart 1798 was aangenomen door een nationale vergadering met vertegenwoordigers van alle kantons en was afgekondigd door de Franse commissaris François-Philibert Lecarlier.
Het (Helvetische) Directoire leek sterk op het Directoire dat de Eerste Franse Republiek op dat moment kende, al had het Helvetische Directoire meer bevoegdheden dan het Franse. Onder de bevoegdheden van het Directoire vielen onder meer het benoemen van de generaals in het Helvetische leger, van de ambassadeurs, van de ministers, van de prefecten, maar ook van de president, van de openbare aanklager en van de secretaris bij het Hooggerechtshof.

## Leden
De grondwet van 1798 stelde als verkiesbaarheidsvoorwaarden dat de leden van het Directoire minstens 40 jaar dienden te zijn, dat ze getrouwd moesten zijn of dat ze weduwnaar moesten zijn. De verkiezing gebeurde beurtelings door een van de twee kamers van het parlement (de Grote Raad en de Senaat), waarbij men de keuze kreeg uit een lijst van vijf namen, die werd opgesteld door de andere kamer. Ieder jaar werd er bij lottrekking bepaald wie zich uit het Directoire moest terugtrekken. Deze persoon kon dan de eerste vijf jaar niet herverkozen worden.
Tijdens het vijfjarige bestaan van de Helvetische Republiek, waren volgende personen lid van het Directoire:
- David Ludwig Bay (republikein, zetelde van 6 maart 1799 tot 26 april 1799);
- Johann Rudolf Dolder (federalist, zetelde van 18 november 1799 au 7 januari 1800);
- Pierre-Maurice Glayre (unitarist, zetelde van 2 juli tot 31 juli 1798, en van 13 januari 1799 tot 5 maart 1799);
- Frédéric-César de La Harpe (unitarist, zetelde van 1 tot 31 augustus 1798, van 1 oktober 1798 tot 21 november 1798 en van 24 juni 1799 tot 4 september 1799);
- Jean-Luc Legrand (republikein, zetelde van 22 april 1798 tot 31 mei 1798);
- Viktor Oberlin (unitarist, zetelde van 1 juni 1798 tot 1 juli 1798 en van 22 november 1798 tot 12 januari 1799);
- Peter Ochs (unitarist, zetelde van 1 september 1798 tot 30 september 1798, en van 27 april 1799 tot 23 juni 1799);
- Alphons Pfyffer (republikein, zetelde van 18 april 1798 tot 18 juni 1798);
- François-Pierre Savary (federalist, zetelde van 5 september 1799 tot 17 november 1799);
- en Philippe Abram Louis Secrétan (unitarist).

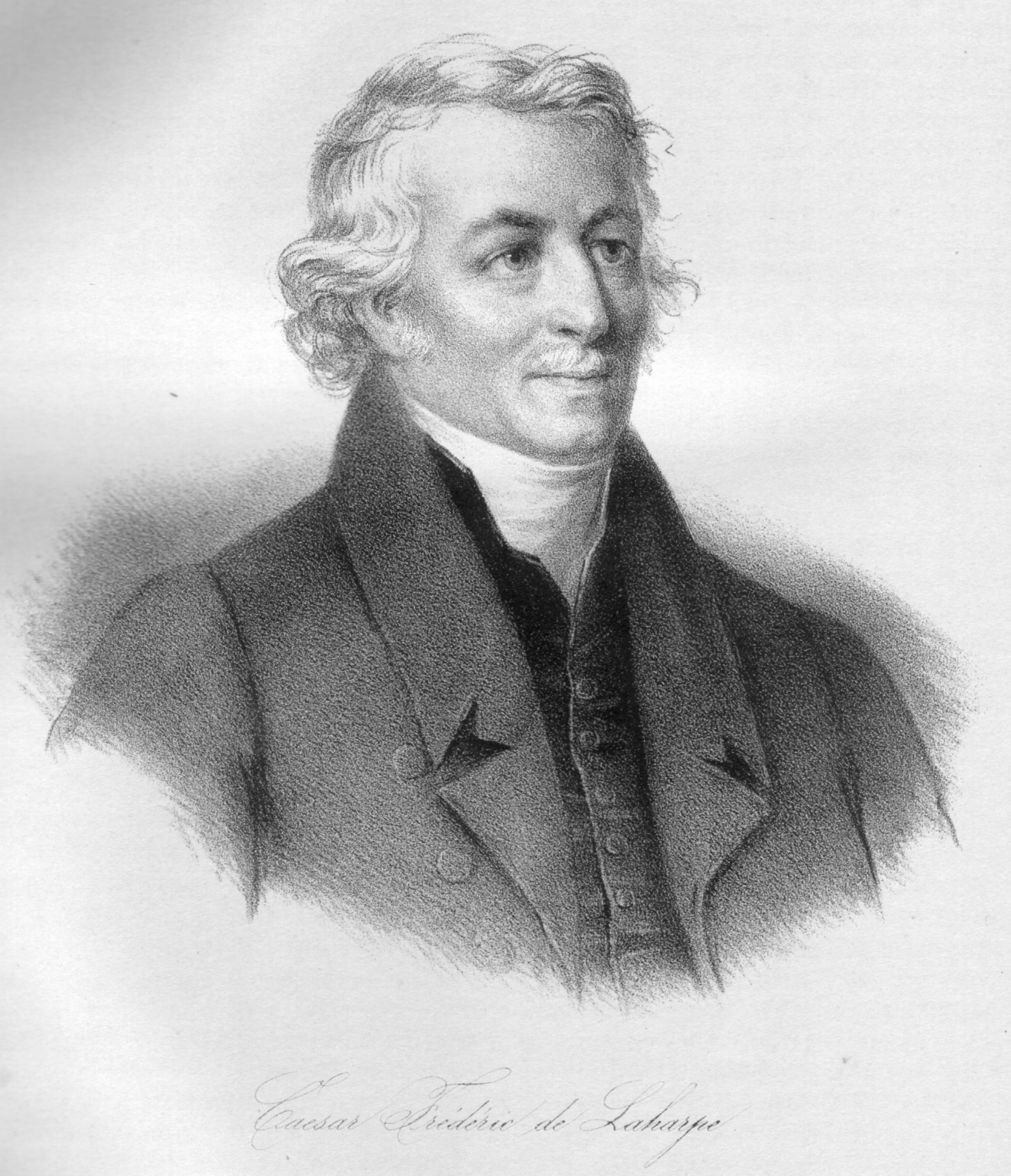
Frédéric-César de la Harpe.
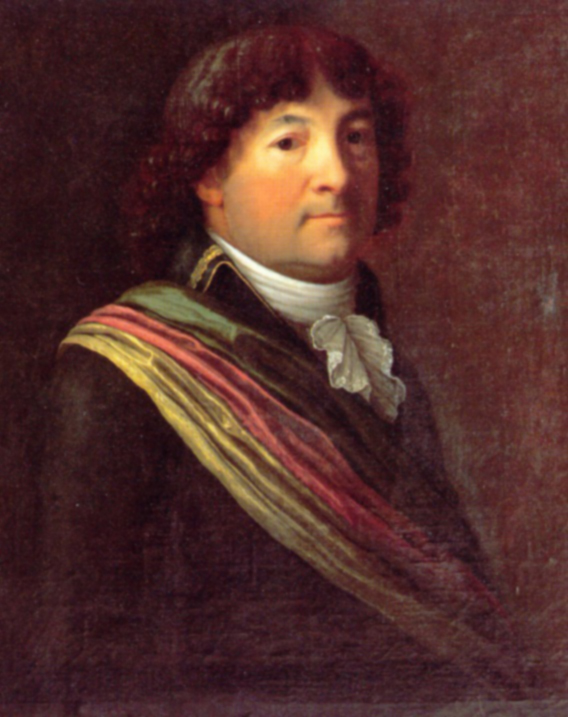
Peter Ochs.
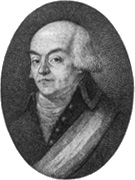
Johann Rudolf Dolder.
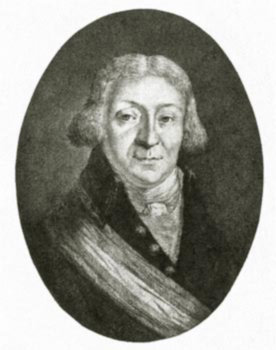
Pierre-Maurice Glayre.